# Râul Bârgău, Bistrița
Râul Bârgău sau Râul Tiha este un curs de apă, afluent al râului Bistrița, în județul Bistrița-Năsăud. 

## Hărți
- Harta județului Bistrița
- Harta Munții Bârgău  Arhivat în 20 septembrie 2008, la Wayback Machine.
- Harta Munții Căliman  Arhivat în 11 octombrie 2008, la Wayback Machine.